# نولان برات
نولان برات هو لاعب هوكي الجليد كندي، ولد في 14 أغسطس 1975 في فورت ماكموراي في كندا.

## وصلات خارجية
- نولان برات على موقع دوري الهوكي الوطني (الإنجليزية)
- نولان برات على موقع دوري الهوكي للقارات (الإنجليزية)
- نولان برات على موقع EliteProspects.com (الإنجليزية)
- نولان برات على موقع Eurohockey.com (الإنجليزية)
- نولان برات على موقع HockeyDB.com (الإنجليزية)
- نولان برات على موقع Hockey-Reference.com (الإنجليزية)